# Isabela Sevillská

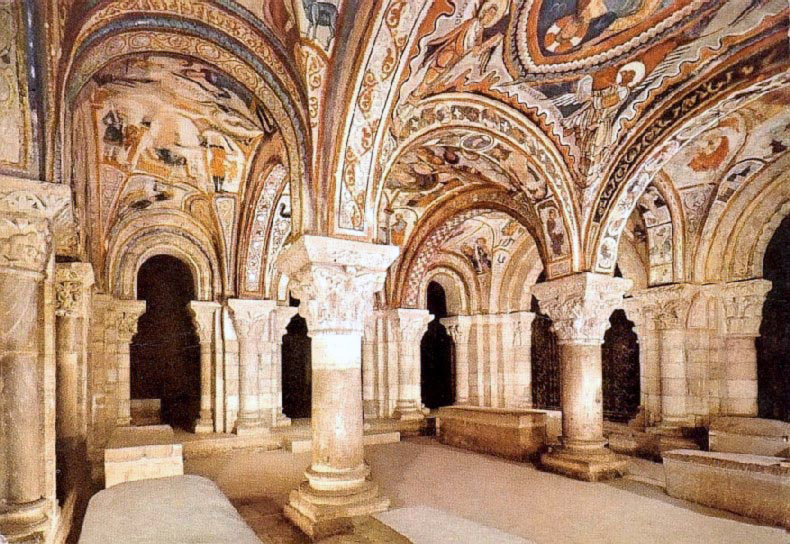
Královský panteon (bazilika sv. Isidora v Leónu)

Zaida Sevillská, pokřtěná Isabela, byla uprchlou muslimskou princeznou, milenkou a později patrně manželkou kastilského krále Alfonse VI. († 1109)

## Život
Podle muslimských zdrojů byla Zaida snachou Al Mu'tamida ibn Abbada, muslimského krále Sevilly, manželkou jeho syna Abú al Fataha, emíra Córdoby. Pozdější křesťanští iberští kronikáři ji označují za Mu'tamidovu dceru, ale islámské zdroje se zdají být spolehlivější. Při pádu Sevilly do rukou Almorávidů se uchýlila pod ochranu kastilského krále Alfonse VI., stala se jeho milenkou a přijala křesťanství. Při křtu dostala jméno Isabela.
Stala se matkou Alfonsova jediného syna Sancha, který ačkoliv patrně nelegitimní, byl jmenován Alfonsovým dědicem. Padl však v bitvě u Uclés v roce 1108, ještě za otcova života. Předpokládalo se, že Alfonsova čtvrtá žena Isabela je totožná se Zaidou, nicméně tento předpoklad je stále předmětem historických sporů. Někteří se domnívají, že královna Isabela je jiná osoba než milenka Isabela, jiní předpokládají, že Alfons měl dvě po sobě následující manželky téhož jména, přičemž Zaida by byla druhou z královen jménem Isabela. Zaida by byla tudíž matkou Elvíry a Sancha.
Zemřela při narození dítěte. Není však známo, zda to bylo při narození Elvíry, či Sancha, či nějakého dalšího neznámého dítěte.
Náhrobní nápis, který býval kdysi v Sahagunu zní:
| „ | H.R. Regina Elisabeth, uxor regis Adefonsi, filia Benabet Regis Sevillae, quae prius Zayda, fuit vocata (Královna Isabela, manželka krále Alfonze, dcera Aben-abeta, krále sevillského, dříve zvaná Zayda) | “ |

Hrobka byla později i s nápisem přenesena do královského panteonu v leónské bazilice, kde je dodnes. Další nápis vzpomíná královnu Isabelu jako dceru Ludvíka, krále Francie (ačkoliv v generaci předcházející královně Isabele neexistoval žádný panovník tohoto jména). Oba nápisy nejsou soudobé a všeobecně nejsou považovány za důvěryhodné.